# Шувалов, Григорий Петрович
Григорий Петрович Шувалов (5 ноября 1804—2 апреля1859) — граф, один из русских аристократов второй четверти XIX века, которые переменили православие на католицизм и эмигрировали в католическую Европу.
Младший сын генерал-лейтенанта Петра Андреевича Шувалова, племянник московского генерал-губернатора А. Г. Щербатова. Родился в Санкт-Петербурге, крещен 6 ноября 1804 года в Никольском Богоявленском морском соборе при восприемстве дяди графа П. А. Шувалова и бабушки графини Е. П. Шуваловой. 
Первоначальное образование получил в иезуитском пансионе в Петербурге, с 1817 года обучался в протестантском колледже в Швейцарии и в Пизанском университете. Во время учёбы стал убежденным материалистом. В 1823—1826 годах служил в гусарском полку. Вскоре после женитьбы вышел в отставку и, подобно князьям Салтыковым, уехал с семьёй за границу. Проживал в Италии, где слушал лекции Джованни Ла Чечилии, занимался литературной деятельностью и сочинял сонеты.
Смерть одного из сыновей и болезнь жены стала для него серьезной душевной драмой, и заставила обратиться к Богу. В Париже он был частым гостем в салоне С. Свечиной, где встречался с князем И. С. Гагариным. В 1843 году Шувалов принял католицизм, с середине 1850-х годов был послушником в ордене барнабитов, а в 1856 году в Милане принял монашество с именем Августин-Мария.
Написал автобиографию «Мое обращение и мое призвание». Умер в католическом монастыре в Париже в 1859 году и был похоронен на кладбище Монпарнас. В 1997 году его прах был торжественно перевезен в самую пышную церковь в Болонье, в барнабитскую базилику Сан-Паоло-Маджоре во вновь сооружённый саркофаг.

## Семья

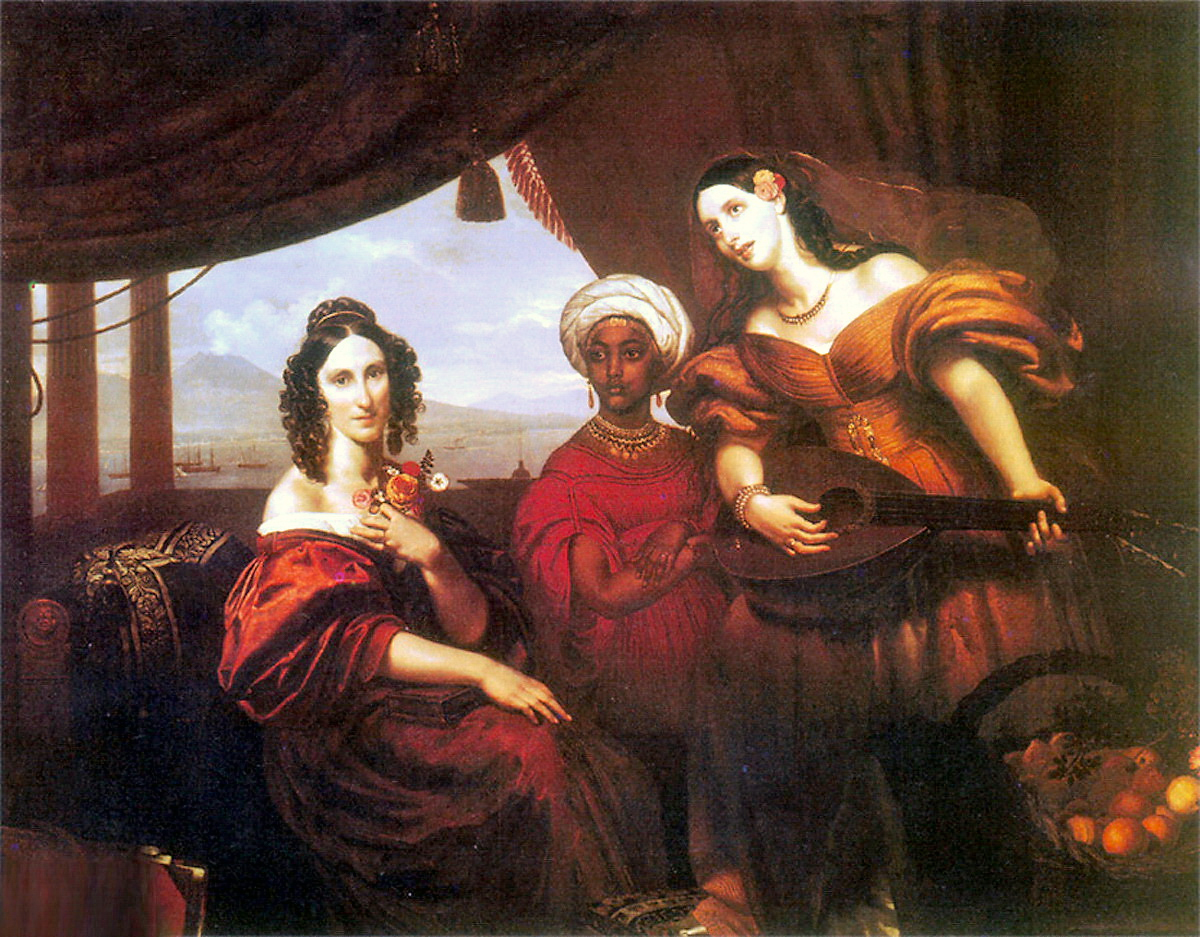
Софья Шувалова с сестрой Марией Потоцкой (с мандолиной) на портрете Кипренского. Обе сестры вскоре угаснут от чахотки

Жена (с 24 апреля 1825 года) — княжна Софья Александровна Салтыкова (17.09.1805, Санкт-Петербург— 29.01.1841, Вена), дочь Александра Николаевича Салтыкова и графини Натальи Юрьевны Головкиной. По поводу этого брака в марте 1825 года современник писал:
Здесь объявлена новая еще свадьба: молодой Шувалов женится на княжне Салтыковой, здешней красавице. Ему 19, а ей, я чаю, 18 лет. Поле перед ними длинное; дай Бог им перейти его рука в руку благополучно.
 В период увлечения Шувалова материализмом, Софья Александровна приложила много усилий, чтобы вернуть мужа к православной вере. Хотела принять католичество, но по просьбе мужа отложила своё решение. Ввиду ранней смерти от чахотки, не смогла исполнить этого своего желания, о чём её муж впоследствии очень сожалел. В 1835 году О. Кипренский выполнил портрет Софьи Шуваловой рядом с её сестрой графиней Марией Потоцкой (1807—1845), это была последняя завершенная работа художника. Похоронена в России. У супругов было два сына и две дочери:
- Пётр Григорьевич (16.04.1826[5]—1882), крестник графа Ю. А. Головкина и княгини Анны Михайловны Щербатовой; член совета министра внутренних дел, как и отец стал католиком. Его невеста Александра Аполлинарьевна Бутенева (1825—1851), фрейлина двора, скончалась от болезни накануне бракосочетания в Риме. Позже женился на княжне Марии Сергеевне Гагариной (1829—1906).
- Александр Григорьевич (22.05.1827[6]—1829), крестник князя С. Н. Салтыкова и бабушки княгини Н. Ю. Салтыковой.
- Елена Григорьевна (07.12.1830—19.09.1884), вернулась в православие и в мемуарах на французском языке рассказала о религиозных исканиях отца; замужем (с 28 января 1852; Берлин) за коллекционером старинных нот, А. Я. Скарятиным (1815—1884). Умерла от порока сердца в Давосе.
- Наталья Григорьевна